# Gynandrobrotica nigrodorsata
Gynandrobrotica nigrodorsata es una especie de insecto coleóptero de la familia Chrysomelidae.
Fue descrita científicamente en 1889 por Martin Jacoby .